# Conférence sur la sécurité et la coopération en Europe
 (mai 2025).
Si vous disposez d'ouvrages ou d'articles de référence ou si vous connaissez des sites web de qualité traitant du thème abordé ici, merci de compléter l'article en donnant les références utiles à sa vérifiabilité et en les liant à la section « Notes et références ».
La Conférence sur la sécurité et la coopération en Europe (CSCE) est une instance multilatérale de dialogue et de négociation entre les blocs de l’Est et de l’Ouest durant la guerre froide, entre 1973 et 1994.
Les États participants sont les « deux grands », l’Union soviétique et les États-Unis, ainsi que le Canada et tous les États européens à l’exception de l’Albanie et d’Andorre. Les discussions de la conférence initiale débutent le 3 juillet 1973 et s'achèvent par la signature de l'Acte final d'Helsinki le 1er août 1975. Ce document contient des engagements conjoints couvrant trois thèmes : la sécurité en Europe, les droits de l’homme et le développement de la coopération entre les États. Une liste de dix principes régissant le comportement des États les uns envers les autres et à l’égard de leurs ressortissants, synthétise les ambitions de la CSCE.
La CSCE ne s'arrête pas avec l'Acte final d'Helsinki de 1975. Elle se poursuit jusqu’en 1990 par une série de réunions et de conférences, afin de compléter les engagements pris par les États participants et d'examiner leur mise en œuvre. Puis, avec la fin de la guerre froide, le sommet de Paris de novembre 1990 engage la CSCE sur une nouvelle voie : par la « Charte de Paris pour une nouvelle Europe », la CSCE devient partie prenante dans la gestion du changement historique survenant en Europe et commence à se doter d’institutions permanentes. Au terme de ce processus d’institutionnalisation, la CSCE devient l’Organisation pour la sécurité et la coopération en Europe (OSCE) par une décision prise lors du sommet de Budapest fin 1994.
Les résultats les plus tangibles de la CSCE concernent les questions de sécurité à travers la reconnaissance du statu quo en Europe issu de la Seconde Guerre mondiale, les accords sur les mesures de confiance et de sécurité (MDCS) et le traité sur les forces armées conventionnelles en Europe (FCE). Mais sa portée historique la plus significative concerne les droits de l'homme dont la mise en avant, régulièrement réitérée, est exploitée par les mouvements dissidents à l'Est qui finiront par provoquer la chute des régimes communistes.

## Contexte d'avènement de la CSCE

### Les premières approches (avant 1969)
La convocation d'une conférence sur la sécurité en Europe est une idée déjà poussée par la diplomatie soviétique dans les années 1950, systématiquement rejetée par les Occidentaux qui y voient une manœuvre pour faire éclater l'Alliance atlantique et neutraliser l'Allemagne, laissant l'Europe de l'Ouest sans défense.
Ainsi, en 1954, les alliés occidentaux rejettent la proposition de Moscou de conclure un pacte de sécurité collective en Europe et de convoquer une conférence des États européens à cet effet. En février 1958, le plan Rapacki du gouvernement polonais, de création d’une zone dénucléarisée en Europe centrale, est également repoussé.
Les Soviétiques reprennent l'idée dans les années 1960. Réunis à Karlovy-Vary le 26 avril 1967, les représentants des partis communistes et ouvriers d'Europe approuvent la proposition du pacte de Varsovie sur la suppression simultanée des deux alliances militaires, demandent que tous les États reconnaissent le statu quo territorial de l’après-guerre et appellent à la création d’un système de sécurité collective fondée sur les principes de la coexistence pacifique entre États à systèmes sociaux différents.
Cette nouvelle offre est à nouveau rejetée, mais les membres de l'OTAN considèrent qu'une analyse approfondie de la situation politique et stratégique en Europe est indispensable. En décembre 1967, les ministres du Conseil de l’Atlantique nord approuvent le rapport Harmel sur les futures tâches de l'Alliance atlantique. Le rapport encourage les Alliés à améliorer les relations avec l'Union soviétique et les pays d'Europe de l'Est, et les appelle à l'utilisation de l'Alliance dans l'intérêt de la détente.
Connu sous le nom de « signal de Reykjavík », le communiqué final de la session ministérielle du Conseil de l'Atlantique nord, des 24 et 25 juin 1968, réaffirme l'intention des Alliés de continuer à agir dans le sens de la détente et demande à l'Union soviétique et aux autres pays de l'Europe de l'Est de s'associer au processus conduisant à des réductions équilibrées et mutuelles de forces.

### Accord entre l'Est et l'Ouest sur la tenue de la CSCE et de négociations sur la réduction des forces (1969-1972)
Le processus diplomatique qui va définitivement mettre la CSCE sur les rails s'ouvre en avril 1969 via un message adressé par les États membres du pacte de Varsovie à tous les pays européens dans lequel ils « expriment le désir de leurs peuples de vivre en paix et en bonne intelligence avec les autres peuples européens » et proposent la tenue d'une conférence paneuropéenne comme premier pas vers le renforcement de la sécurité européenne.
En décembre 1969, les Occidentaux réunis en Conseil de l'Atlantique nord répondent positivement, mais sans encore s'engager, à cette proposition. Ils « considèrent que [certaines] questions concrètes qui concernent la sécurité et la coopération en Europe [...] pourraient se prêter à des discussions ou à des négociations avec l'Union soviétique et les autres pays de l'Europe de l'Est ». Les Occidentaux subordonnent la tenue d'une telle conférence à l'ouverture de négociations sur la réduction « mutuelle et équilibrée » des forces armées conventionnelles en Europe (MBFR), à l'aboutissement positif des négociations en cours entre la RFA et la RDA sur Berlin et plus généralement sur leurs relations, ainsi qu'à un accord des Quatre sur Berlin, dans le respect des principes de Potsdam.
Un pas supplémentaire vers un accord est franchi en mai 1971 par Brejnev qui propose d'ouvrir des négociations MBFR sur un périmètre très voisin de celui que les puissances occidentales ont en tête, à savoir les forces tant nationales qu'étrangères stationnées en Europe centrale, et qui répond ainsi positivement à une des conditions posées. L'accord quadripartite sur Berlin est signé le 3 septembre 1971. En décembre, la RFA et la RDA signent plusieurs accords de transit, constituant les modalités pratiques de mise en œuvre de cet accord quadripartite. L'une des principales conditions mises par les Occidentaux à la tenue de la CSCE est ainsi levée.
En octobre 1971, lors de la visite de Brejnev à Paris, la déclaration franco-soviétique note « avec satisfaction, après la signature, en 1970, des traités entre l'URSS et la RFA, et la Pologne et la RFA, de nouveaux signes encourageants d'une évolution dans le sens de la détente » et que « les résultats que l'on peut attendre des efforts entrepris pour une normalisation générale des rapports entre la RFA et la RDA, l'admission, par voie de conséquence, de ces deux États à l'ONU, ouvriront de nouvelles perspectives pour le renforcement de la sécurité, le développement des échanges et l'élargissement de la coopération entre tous les États en Europe », aussi « M. Pompidou et M. Brejnev ont réaffirmé l'importance qu'ils attachent à la réunion d'une CSCE ».
Le traité de Moscou et le traité de Varsovie sont ratifiés le 17 mai 1972. Les négociations sur le traité relatif aux relations entre la RFA et la RDA reprennent le 15 juin 1972 avec la volonté d'aboutir rapidement. Les négociateurs parviennent à un accord le 8 novembre 1972. La signature officielle de ce traité, connu sous le nom de traité fondamental, intervient le 21 décembre 1972.
Le premier sommet entre Brejnev et Nixon, à Moscou, du 22 au 30 mai 1972 illustre la détente des relations entre les deux Grands. Les traités Salt I et ABM sont signés durant ce séjour de Nixon en Union soviétique. Le communiqué publié à l'issue du sommet indique que « les États-Unis et l'URSS conviennent que des consultations multilatérales en vue d'une CSCE pourraient commencer après la signature officielle de l'Accord quadripartite sur Berlin mis au point par les négociateurs le 3 septembre 1971 »
Le 31 mai 1972, les Occidentaux réunis en Conseil de l'Atlantique nord déclarent « qu'à la lumière de ces développements favorables, les ministres donnent leur accord pour que soient engagées des conversations multilatérales concernant la préparation d'une CSCE », anticipant sur la signature du traité fondamental entre la RFA et la RDA.
Le dernier obstacle à la tenue de la CSCE est levé le 12 septembre 1972 durant une visite de Kissinger à Moscou au cours de laquelle l'URSS accepte de commencer les conversations exploratoires sur les réductions mutuelles et équilibrées de forces en Europe (MBFR) fin janvier 1973.

### Pourparlers multilatéraux préliminaires à Helsinki (22nov.1972-8juin1973)
Les pourparlers multilatéraux préparatoires (PMP) s'ouvrent à Helsinki le 22 novembre 1972 entre 32 pays européens plus les États-Unis et le Canada. Ils sont ajournés le 15 décembre 1972 sans accord formel sur le schéma de conférence en trois phases, selon le modèle français qui fait consensus, car il subsiste quelques divergences sur le niveau de la dernière phase : la France voudrait qu'elle se tienne au niveau des ministres des Affaires étrangères, tandis que l'Union soviétique voudrait un sommet des chefs d'État ou de gouvernement. Les PMP reprennent le 15 janvier 1973. Démontrant ainsi la réalité de la CPE, les Neuf déposent une proposition détaillée d'ordre du jour de la CSCE, articulé autour de trois thèmes : questions de sécurité, coopération économique, libre circulation des hommes et des idées. Les Soviétiques sont opposés à ce que ce troisième thème permette d'aborder les droits de l'homme et demeurent attachés à la création d'un organisme permanent de sécurité, devant constituer un quatrième thème. Les discussions sont ajournées le 9 février 1973 sur ce constat de désaccord persistant sur ces deux derniers thèmes. Les PMP reprennent le 26 février 1973 ; la rédaction proprement dite de l'ordre du jour commence au sein d'un groupe de travail restreint et divers sujets sont confiés à des sous-groupes de travail officieux. Lorsque les pourparlers sont une troisième fois suspendu le 6 avril 1973, les Trente-Quatre ne sont parvenus qu'à une ébauche de texte sur les deux premiers thèmes, désormais appelés « corbeilles ». À la reprise des travaux le 25 avril 1973 après d'intenses consultations bilatérales, les Soviétiques adoptent une attitude plus souple sur la troisième corbeille. Fin mai, l'accord se fait sur les dix principes de base qui doivent présider aux relations entre États. Les PMP s'achèvent le 8 juin 1973 sur un accord pour que la phase I de la CSCE s'ouvre le 3 juillet 1973 au niveau des ministres des Affaires étrangères.
Les « Recommandations finales des Consultations d'Helsinki » comportent sept points : l'organisation de la conférence en trois phases, l'ordre du jour en quatre points (sécurité, coopération économique, scientifique et technique, coopération humanitaire et autres, suites institutionnelles), les pays participants, les dates, les lieux, la procédure et les dispositions financières,,.
Après quatre années d'efforts diplomatiques constants depuis l'invasion de la Tchécoslovaquie et six mois de pourparlers multilatéraux préliminaires (PMP), l'accord intervenu à Helsinki sur à peu près toutes les questions de fond et de procédure que soulevait le projet de CSCE en Europe est un succès pour Moscou. Toutefois, le Kremlin a dû accepter les nombreuses conditions que les Occidentaux mettaient à leur participation : d'abord l'inclusion des États-Unis et du Canada, jugée indispensable pour éviter un tête-à-tête par trop inégal entre la puissance soviétique et l'Europe occidentale ; puis la conclusion du traité germano-soviétique de 1970 et de l'accord quadripartite sur Berlin de 1971 qui concrétisent la détente des relations Est-Ouest ; enfin le renoncement de Moscou à ses positions initiales sur la libération des échanges culturels et humains, dans laquelle les pays occidentaux et les pays neutres voient la condition « sine qua non » d'une authentique détente en Europe.

### Chronologie parallèle de la CSCE et de la détente Est-Ouest
La détente Est-Ouest se construit entre 1969 et 1975 autour de plusieurs dimensions en parallèle. Entre les États-Unis et l'URSS elle se traduit par la reprise du dialogue, symbolisée par quatre sommets, un premier accord de limitation des armes nucléaires stratégiques (SALT I) et l'ouverture de négociations sur les forces conventionnelles en Europe (MBFR). La visite de Nixon en Chine communiste illustre de façon spectaculaire la reprise des relations, interrompues depuis 1949. Les accords de Paris marquent la fin de l'engagement américain au Viet Nâm. En Europe, l'Ostpolitik menée par Willy Brandt normalise les relations de la RFA avec l'URSS, la RDA et la Pologne.

## Les trois thèmes de la CSCE
De septembre 1973 à juillet 1975, les travaux de la CSCE sont réalisés au sein de trois commissions dont chacune traite d'un grand thème souvent appelé par la suite « corbeille ». Cette structure thématique des travaux est conservée pour les réunions et conférences de suite qui se tiennent à partir de 1987 et jusqu'au début des années 1990.

### Première corbeille: «Questions relatives à la sécurité en Europe»
Cette première corbeille traite des sujets qui sont les plus prioritaires pour les pays du bloc de l'Est tels que l'inviolabilité des frontières, la non-intervention dans les affaires intérieures, ou encore l'intégrité territoriale des États et l'égalité souveraine.
Elle couvre trois sous-thèmes : le « décalogue » des principes régissant les relations entre les États participants, le règlement pacifique des différends et les mesures de confiance et de sécurité (MDCS).
Les principes figurant dans le décalogue ne sont pas limités aux questions de sécurité : le septième principe sur les droits de l'homme et les libertés fondamentales relève bien davantage de la troisième corbeille.
Concernant le règlement pacifique des différends, l'ambition est de parvenir à terme à instaurer un cadre diplomatique permettant de traiter les désaccords bilatéraux ou multilatéraux entre les États européens.
Les MDCS recouvrent toutes sortes de mesures de transparence militaire afin de réduire les risques de déclenchement d'un conflit résultant de la mauvaise interprétation d'essais de missiles, de manœuvres ou d'accidents. Les pays du pacte de Varsovie sont initialement réticents en la matière car ils craignent qu'il s'agisse d'un moyen détourné d'institutionnaliser un espionnage de leurs activités militaires, tandis que le territoire des États-Unis et du Canada, hors d'Europe, reste en dehors de son champ d'application continental. Malgré ces réticences, l'accord se fait dès la CSCE d'Helsinki sur un premier ensemble de mesures de confiance rassemblées dans le « Document sur les mesures de confiance et certains aspects de la sécurité et du désarmement » intégré à l'Acte final d'Helsinki. Il s'agit là du seul domaine où les conclusions de la CSCE en 1975 vont au-delà d'une énumération de principes et d'intentions. Les MDCS sont enrichies à plusieurs reprises par les conférences de suite dans les années 1980 et 1990.

### Deuxième corbeille: «Coopération dans les domaines de l'économie, de la science et de la technique, et de l'environnement»
L'identification de terrains concrets de coopération se heurte aux différences structurelles fortes entre les modèles économiques et sociétaux du monde capitaliste et du monde communiste. Aussi l'Acte final d'Helsinki propose-t-il essentiellement une longue énumération de propositions visant à favoriser les contacts, les échanges d'informations ou l'harmonisation de normes. En revanche, il ne constitue pas l'embryon d'un accord commercial véritable, domaine où le bilatéralisme reste la règle.

### Troisième corbeille: «Coopération dans les domaines humanitaires et autres»
Cette troisième corbeille répond avant tout à la volonté des Occidentaux d'inclure la question des droits de l'homme, avec lesquels la pratique des régimes communistes est en contradiction. Cette question est pour les Européens de l'Ouest la contrepartie obligatoire des concessions faites vis-à-vis de l'Est dans le cadre de la première corbeille sur les questions de sécurité.
En pratique, l'affirmation la plus forte de l'engagement de tous les États à respecter les droits de l'homme et les libertés fondamentales figure dans le décalogue. En revanche, le titre de la troisième corbeille est bien vague, et son contenu est axé sur des mesures concrètes, touchant par exemple les contacts plus libres entre les personnes, la réunion des familles, l'amélioration des conditions du tourisme. Il s'agit pour les négociateurs, plutôt que de buter sur des questions de principe, d'identifier des actions concrètes visant à améliorer peu à peu la situation sous l'angle inter-étatique en réglant dans un esprit humanitaire les situations les plus dramatiques. Les droits des individus à l'égard de leur propre État ne sont pas abordés directement lors de la CSCE d'Helsinki.
Mais des avancées notables sont enregistrées lors de la conférence de suite de Madrid.

## La CSCE d'Helsinki (1973-1975)

### Déroulement de la conférence
La Conférence sur la sécurité et la coopération en Europe, ouverte le 3 juillet 1973 à Helsinki et poursuivie à Genève du 18 septembre 1973 au 21 juillet 1975, est menée à son terme à Helsinki le 1er août 1975. Elle s'achève les 31 juillet et 1er août 1975 par un sommet des chefs d'État et de gouvernement des 35 États participants.

### Acte final d'Helsinki
Document d'une soixantaine de pages, l'Acte final d'Helsinki reprend le découpage des travaux en commissions et sous-commissions. Il est avant tout une énumération de principes et d'intentions et ne comporte que peu de mesures concrètes. Les États participants déclarent leur résolution, dans la période suivant la Conférence, de tenir dûment compte des dispositions de l'Acte final de la Conférence et de les appliquer. Toutefois, l'Acte final n'a pas la force d'un traité obligeant ses signataires.
Placé en tête du document, le « décalogue » des principes régissant les relations mutuelles des Etats participants en est la partie la plus emblématique par laquelle les travaux de la CSCE sont souvent résumés.
L'Acte final est pour l'essentiel consacré aux trois principaux thèmes couverts durant la conférence, ainsi que la sécurité et la coopération en Méditerranée :
- Questions relatives à la sécurité en Europe : le document final comprend une « Déclaration sur les principes régissant les relations mutuelles des Etats participants » et un « Document sur les mesures de confiance et certains aspects de la sécurité et du désarmement »[24] ;
- Coopération dans les domaines de l'économie, de la science et de la technique, et de l'environnement : le texte adopté liste un ensemble de mesures touchant le développement des échanges commerciaux, la coopération industrielle et les projets d'intérêt commun, les règlementations relatives au commerce et à la coopération industrielle, la science et la technique, l'environnement, et la coopération dans les transports, le tourisme, les aspects économiques et sociaux du travail migrant et la formation des cadres[25] ;
- Coopération dans les domaines humanitaires et autres : le document final présente un ensemble d'axes de progrès concernant les contacts entre les personnes, l'information (diffusion de l'information, accès à l'information, échange d'informations et amélioration des conditions de travail! des journalistes), la coopération et les échanges dans le domaine de la culture, ainsi que la coopération et les échanges dans le domaine de l'éducation[26].

Il aborde aussi les questions relatives à la sécurité et à la coopération en Méditerranée : les participants déclarent leur intention dans l'Acte final « de chercher, en poursuivant l'amélioration de leurs relations avec les Etats méditerranéens non participants, à accroître la confiance mutuelle de façon a promouvoir la sécurité et la stabilité dans l'ensemble de la région méditerranéenne ».
Il comprend enfin un chapitre consacré aux suites de la CSCE d'Helsinki.

### Déclaration des dix principes régissant les relations mutuelles des États participants
La Déclaration sur les principes régissant les relations entre les États participants (aussi connu comme le « Décalogue ») énumère les dix points suivants :
1. Égalité souveraine, respect des droits inhérents à la souveraineté
2. Non-recours à la menace ou à l’emploi de la force
3. Inviolabilité des frontières
4. Intégrité territoriale des États
5. Règlement pacifique des différends
6. Non-intervention dans les affaires intérieures
7. Respect des droits de l'homme et des libertés fondamentales, y compris la liberté de pensée, de conscience, de religion ou de conviction
8. Égalité des droits des peuples et droit des peuples à disposer d’eux-mêmes
9. Coopération entre les États
10. Exécution de bonne foi des obligations assumées conformément au droit international

La déclaration énumère également des engagements concernant la mise en pratique de certains de ces principes.

## Suites de la CSCE (1975-1994)
La CSCE demeure jusqu'à la fin de la guerre froide le principal cadre de dialogue multilatéral Est-Ouest en Europe. Les suites de la CSCE d'Helsinki (1973-1975) revêtent plusieurs formes : des réunions de suite plénières qui abordent les trois corbeilles, des réunions ou conférences spécialisées sur un thème précis et des sommets réunissant les chefs d'État ou de gouvernement.

### Réunions de suite de la CSCE
Quatre conférences de suite de la CSCE ont lieu : Belgrade (1977-1978), Madrid (1980-1983), Vienne (1986-1989) et Helsinki (1992).
La première réunion de suivi à Belgrade (1977-1978) se déroule dans un contexte défavorable : la détente s'estompe, la crise des euromissiles est amorcée, les négociations SALT II patinent du fait du refus par le Sénat américain de faire ratifier le traité signé en juin 1979 entre Jimmy Carter et Léonide Brejnev : contrairement à toute attente la détente semble aux yeux des élus américains profiter davantage à l'URSS qu'aux États-Unis. L'Ouest et l'Est s'affrontent par procuration dans la guerre de l'Ogaden et dans la guerre civile angolaise. Le document final se borne à constater « le consensus n'a pas pu être obtenu sur les diverses propositions présentées ».
La deuxième réunion sur les suites se tient comme prévu à Madrid (1980-1983) malgré la dégradation continue du climat des relations Est-Ouest. Au-delà d'une réaffirmation des principes inscrits dans le décalogue, le document final entérine un accord sur la tenue d'une part à Ottawa en 1985 d'une « réunion d'experts des Etats participants sur les questions relatives au respect, dans leurs Etats, des droits de l'homme et des libertés fondamentales, sous tous leurs aspects, tels qu'énoncées dans l'Acte final », et d'autre part à Athènes en 1984 d'une réunion ayant « pour objectif de poursuivre, sur la base de l'Acte final, I'examen d'une méthode généralement acceptable de règlement pacifique des différends visant à compléter les méthodes existantes ». Le résultat le plus important est cependant la décision d'instaurer dès janvier 1984 une « Conférence sur les mesures de confiance et de sécurité (MDCS) et sur le désarmement en Europe ».
La troisième réunion sur les suites de la CSCE a lieu à Vienne de novembre 1986 à janvier 1989. Les 35 pays participants, à l'exception de la Roumanie, signent un accord sur les Droits de l'homme. La conférence aboutit aussi à la décision de conduire des négociations sur les forces armées conventionnelles en Europe (FCE / CFE), selon des termes définis par le Mandat de négociation sur lesquels les 23 États concernés, dont la France, se sont mis d'accord. Dans le document final, les États participants « réaffirment leur engagement à l'égard des dix principes de la Déclaration sur les principes régissant les relations mutuelles des Etats participants, contenue dans l'Acte final, et leur détermination à les respecter et à les mettre en pratique », et « confirment qu'ils respecteront le droit de chacun d'entre eux de choisir et de développer librement son système politique, social, économique et culturel, ainsi que celui de déterminer ses lois, règlements, pratiques et politiques ».
La quatrième réunion sur les suites de la CSCE a lieu à Helsinki de mars à juillet 1992 et se conclut par un sommet des chefs d'État et de gouvernement.

### Réunions spécialisées par «corbeille»

#### Conférence sur les mesures de confiance et de sécurité (MDCS) et sur le désarmement en Europe
L'objectif de cette Conférence est « d'entreprendre par étapes, de nouvelles actions, efficaces et concrètes, propres à faire progresser l’œuvre de renforcement de la confiance et de la sécurité et à parvenir au désarmement, de manière à donner effet et expression au devoir qu'ont les États de s'abstenir de recourir à la menace ou à l'emploi de la force dans leurs relations mutuelles ».
La conférence MDCS se déroule en plusieurs temps entre 1984 et 1994. Un premier ensemble de mesures concrètes est entériné à Stockholm en 1986. Puis la conférence reprend à Vienne à partir de 1989 et aboutit à trois documents complémentaires, respectivement en 1990, 1992 et 1994. Les MDCS figurant dans le document adopté à Vienne en 1994 couvrent de nombreux domaines : échange annuel d'informations militaires, transparence concernant les activités militaires inhabituelles et les incidents dangereux, notification préalable de certaines activités militaires, envoi d'observateurs, etc.

#### Négociations sur les forces conventionnelles en Europe
Les négociations du traité FCE s'ouvrent à Vienne le 6 mars 1989, selon les termes du mandat figurant dans le document de clôture de la réunion sur les suites de Vienne.
Négocié de 1990 à 1992, le traité Ciel ouvert établit un régime de vols d'observation aérienne au-dessus du territoire européen et nord-américain. Il complète le processus de désarmement conventionnel en enrichissant les mesures de confiance (MDCS) associées à ce dernier Traité,.

#### Réunions sur les droits de l'homme et les domaines humanitaires inscrits dans la troisième corbeille
En application de la décision prise lors de la deuxième réunion de suite à Madrid, une réunion d'experts sur les Droits de l'homme et les libertés fondamentales est organisée à Ottawa en mai-juin 1985. Cette première réunion est un échec.
La réunion de suites à Vienne (1986-1989) reprend le thème et aboutit à un accord.

### Sommets de la CSCE
Après celui qui clôt la CSCE en 1975, un deuxième sommet se tient à Paris en novembre 1990, un troisième à Helsinki en juillet 1992 et un quatrième à Budapest en 1994. Ces trois sommets s'inscrivent dans un contexte de fin de guerre froide et de recherche de l'instauration d'un nouveau système de sécurité en Europe.

#### Sommet de Paris (1990)
Les chefs d'État et de gouvernement signent deux documents importants : le Traité sur les forces armées conventionnelles en Europe et la Charte de Paris pour une nouvelle Europe. Celle-ci appelle à une nouvelle ère de démocratie, de paix et d'unité en Europe, dans laquelle la CSCE doit jouer un rôle important. À cet effet, l'instauration d'un Conseil des ministres des Affaires étrangères des États participants à la CSCE est un premier pas, limité, vers la transformation de la CSCE en une Organisation permanente.

#### Sommet d'Helsinki (1992)
L'intitulé du document final adopté le 10 juillet 1992, « Les défis du changement », montre bien que l'euphorie de 1990 a laissé la place à une situation contrastée où les progrès de la démocratie, bien réels, n'empêchent ni les difficultés économiques et sociales, ni l'éclatement de conflits armés en Europe, notamment en Yougoslavie. La CSCE est donc appelée à renforcer son action dans deux directions : la prévention et la gestion des conflits, et l'aide à la transition démocratique dans les régimes post-communistes. Les décisions concrètes prises se limitent à franchir une nouvelle étape vers l'institutionnalisation de la CSCE, à définir un processus d'alerte rapide, de prévention des conflits, de gestion des crises et de règlement des différends, à prévoir la possibilité que la CSCE mène des opérations de maintien de la paix (sans pour autant disposer de moyens propres permanents).

#### Sommet de Budapest (1994)
Le sommet de Budapest s'achève le 6 décembre 1994 par la déclaration « Vers un authentique partenariat dans une ère nouvelle » qui consacre la mutation de la CSCE en l'OSCE, organisation régionale permanente, qui voit le jour le 1er janvier 1995.

## Importance et limites de la CSCE
La CSCE s'est imposée dans la durée comme le véhicule incontournable du dialogue interétatique entre l'Est et l'Ouest. Son fonctionnement repose sur la coopération diplomatique et le consensus. De ses travaux, pourtant étalés sur vingt ans, ne sont issus qu'un petit nombre de traités juridiquement contraignants, principalement les mesures de confiance et de sécurité (MDCS) et le traité FCE. Mais la force morale des engagements, en particulier concernant les droits de l'homme, s'est révélée à l'épreuve du temps plus contraignante que bien des traités. Les engagements de la CSCE sont devenus une référence, non seulement pour les États qui ne pouvaient pas ouvertement les remettre en cause, mais surtout pour la société civile, individus ou groupes dissidents organisés qui les ont adoptés et promus année après année à l'Ouest mais surtout à l'Est. L'étalement dans le temps des multiples réunions et conférences des suites d'Helsinki a permis selon Margaret Thatcher « d'établir un équilibre entre la fermeté sur les grands principes et la recherche de petits pas concrets ».
À l'Est, dans le domaine des droits de l'homme, l'accord est utilisé par des opposants au système socialiste comme le groupe Charte 77 en Tchécoslovaquie, le KOR en Pologne proche de Solidarność, ou en URSS le Groupe Helsinki de Moscou. L'Acte final d'Helsinki favorise le développement d'ONG qui se fixent pour mission de surveiller l'application des droits et principes y figurant. Dans cet esprit, Helsinki Watch est créé en 1978, puis donne naissance à l’organisation non gouvernementale Human Rights Watch.
S'agissant de la reconnaissance de l'inviolabilité des frontières à l'Est, il semble que l'annexion des pays baltes par l'URSS en 1940 ait fait exception et n'ait jamais été ratifiée par les pays occidentaux.
La Charte de Paris en 1990 résume l'acquis de la CSCE en ces termes : « le courage des hommes et des femmes, la puissance de la volonté des peuples et la force des idées de l'Acte final de Helsinki ont ouvert une ère nouvelle de démocratie, de paix et d'unité en Europe ».

## États membres de la CSCE
La liste des États participant à la CSCE ne varie pas de sa fondation en 1973 jusqu'en 1990 : elle compte 33 États européens, tous sauf l'Albanie et Andorre, ainsi que les deux États non européens membres de l’Alliance atlantique, les États-Unis et le Canada.
- Allemagne de l’Est
- Allemagne de l'Ouest
- Autriche
- Belgique
- Bulgarie
- Canada
- Chypre
- Danemark
- Espagne
- États-Unis
- Finlande
- France
- Grèce
- Hongrie
- Irlande
- Islande
- Italie
- Liechtenstein
- Luxembourg
- Malte
- Monaco
- Norvège
- Pays-Bas
- Pologne
- Portugal
- Roumanie
- Royaume-Uni
- Saint-Marin
- Saint-Siège
- Suède
- Suisse
- Tchécoslovaquie
- Turquie
- Union soviétique
- Yougoslavie

Le nombre d’États participants descend brièvement à 34 au moment de la réunification allemande le 3 octobre 1990. En juin 1991, l’Albanie accède à la CSCE en tant que 35e État participant. En janvier 1992, la Russie succède à l’URSS après dissolution de cette dernière.